# Laß jucken, Kumpel
Laß jucken, Kumpel ist der Titel eines deutschen Sexfilms aus dem Jahr 1972 und einer daran anschließenden Filmreihe nach dem gleichnamigen Roman von Hans Henning Claer.
Hauptdarsteller im ersten und zweiten Teil ist Michel Jacot als Bergbauarbeiter Heiner Lenz, der zahlreiche Sexabenteuer erlebt. Die Serie war an den Kinokassen sehr erfolgreich. Regie führte Franz Marischka. Handlungsort der Filme ist die Ruhrgebietsstadt Bergkamen.

## Titel, Redensart
Lass jucken ist auf Ruhrdeutsch eine Aufforderung, eine Handlung dringend abzuschließen, und bedeutet so viel wie „Mach schnell“, „Mach hin“, „Lass knacken“. Im Film treibt der Steiger mit diesem Ruf seine Kumpel zur Arbeit an.

## Handlung
Die Handlung des ersten Films Laß jucken, Kumpel hat nur untergeordnete Bedeutung. Im Mittelpunkt steht das Ehepaar Heiner und Gisela Lenz, in deren Ehe es wegen Heiners gesundheitlicher (die Bandscheibe) und beruflicher Schwierigkeiten als Kumpel auf der Zeche "Reichskanzler" kriselt. Daneben werden kaum zusammenhängende, aber zahlreiche Eskapaden im Bekanntenkreis des Ehepaares dargestellt.

## Entstehung und Vermarktung
Die Rechte an dem Roman von Hans Henning Claer hatte zunächst der Produzent Luggi Waldleitner erworben. Als Vorsitzender der Aktion Saubere Leinwand wollte er den Roman dann doch nicht verfilmen und verkaufte die Rechte an Gunter Otto, erwarb allerdings im Gegenzug die Auslandsrechte. Otto schrieb – unter dem Pseudonym F. G. Marcus – nicht nur den Erstentwurf des Drehbuchs, sondern fungierte auch als Kameramann.
Einige Dreharbeiten sollten in den Kohlengruben von Bochum stattfinden, doch bei den Verhandlungen mit den zuständigen Behörden stellte sich heraus, dass Claers Roman vielfach als Nestbeschmutzung empfunden wurde. So suchte man sich im oberbayerischen Penzberg einen stillgelegten Stollen. Weitere Drehorte waren Pasing, Memmingen, Kufstein, Freilassing und Ulm. Außenaufnahmen wurden in Kamen und Bergkamen gedreht.
Der Regisseur Franz Marischka hatte die bevorstehende Verfilmung vor Journalisten zunächst als sozialkritischen Dokumentarfilm angekündigt und musste danach die enttäuschten Kinobesitzer erst wieder mit einem eindeutigen Trailer beruhigen. Die Uraufführung fand am 28. Juli 1972 statt.

## Auszeichnung
Der 1972 erschienene Film lag unter den deutschen Filmen im Hinblick auf den geschäftlichen Erfolg auf Platz fünf und wurde 1973 für seinen kommerziellen Erfolg mit dem Preis Goldene Leinwand ausgezeichnet. Er hatte in der Bundesrepublik etwa vier Millionen Zuschauer.
Der Film wurde am 28. August 2020 von Tele 5 im Rahmen des Formats Die schlechtesten Filme aller Zeiten ausgestrahlt.

## Kritiken
- Heyne Filmlexikon (1996):„Potente Ruhrpott-Stenze und ständig erhitzte Weiber spielen die tragenden Rollen in diesem Bergbau-Drama nach einem Roman von Hans Henning Claer. Nicht mal der Dialekt der Akteure kann vor dem Ohr des Zuschauers bestehen.“

- Film-Dienst 1976:„Angeblich unverfälschte Schilderung typischer Alltagsgegebenheiten im Ruhrgebiet: Weithin ordinäre Pornographie, mit rüdem Jargon, der als Kumpeldialekt ausgelegt wird, unterlegt.“

- Lexikon des internationalen Films: „Erster Teil einer Sexkomödienreihe, die von dem gleichnamigen semipornografischen Roman des früheren Amateurboxers und Polizisten Hans Henning Claer ‚inspiriert‘ wurde. Die vorgeblich im Ruhrgebiet spielenden Filme wollen ihren rüden Jargon als ‚Kumpeldialekt‘ verstanden wissen. Im Zentrum (…) steht ein Zechenarbeiter, der trotz Bandscheibenschadens seiner attraktiven Frau zuliebe ‚malocht‘, während diese ihren diversen Sexabenteuern nachgeht.“[5]

- Martin Hentschel in ‘Lass jucken! - Die Kumpelfilme der 1970er’ (2014): „Franz Marischka inszenierte Claers Roman als eine abwechslungsreiche – selten gradlinige – Abfolge dramatischer und komischer Momente, garniert mit einer gehörigen Portion Sex. Die Figuren sehen sich ständig mit beruflichem Frust, sowie privater Tristesse konfrontiert und versuchen diesem vorgeschriebenen Lebensweg gelegentlich mit Alkohol und Liebe zu entkommen. Dabei umkreist der Film Erlebnisse und Geschichten seiner Protagonisten und stellt fest, dass diese im Kern gar nicht so verschieden sind. Gedreht in echten Arbeiterwohnungen, ist der Film ein authentisches Zeitdokument über die Zustände der Bergarbeiterfamilien in den Siebziger Jahren. Es ist weniger der Pessimismus, der den Grundton des Filmes bestimmt, vielmehr ist LASS JUCKEN KUMPEL ein waschechter Milieufilm, in dem nicht selten so etwas wie Hoffnung und Lebensfreude aufblitzen.“

## Filmografie
- 1972: Laß jucken, Kumpel
- 1973: Laß jucken, Kumpel 2. Teil – Das Bullenkloster
- 1974: Laß jucken, Kumpel 3. Teil – Maloche, Bier und Bett: Die „Sex-und-Suff-‚Handlung‘“ (Lexikon des internationalen Films) wird diesmal durch die Vorbereitungen auf zwei Hochzeiten bestimmt, außerdem gibt es einige Landser-Anekdoten
- 1974: Liebesgrüße aus der Lederhose 2. Teil: Zwei Kumpel auf der Alm (aka Laß jucken Kumpel 4. Teil): Regisseur Franz Marischka wagt ein Crossover seiner Ruhrpottsaga mit den ebenfalls von ihm verantworteten Lederhosenfilmen: Frauen aus dem Ruhrgebiet vergnügen sich im Allgäu abwechselnd mit den einheimischen und ihren eigenen Männern; Diese Verquickung führt zu doppelt peinlichen Szenen. Übel hingegen sind die Prahlereien mit ‚Heldentaten‘ in NS- und Kriegszeiten. – Lexikon des internationalen Films
- 1974: Der Kumpel läßt das Jucken nicht – Täglich Blasmusik im Hinterhaus (5. Teil): Ein von seiner Frau abgewiesener Ehemann tröstet sich mit der Nachbarin und Bier en masse: Trübe Sexklamotte. – Lexikon des internationalen Films
- 1981: Laß laufen, Kumpel